# Peugeot 604
La Peugeot 604 è una autovettura di fascia alta prodotta tra il 1975 ed il 1985 dalla casa automobilistica francese Peugeot.

## Storia e profilo

### Genesi
Tra il 1970 ed il 1971, la Peugeot cominciò a pensare ad una grossa berlina di lusso, confortevole, che andasse a posizionarsi un gradino sopra la Peugeot 504, vettura di classe medio-alta e di gran successo commerciale. In realtà, la politica intrapresa dalla Casa di Sochaux fin dai primissimi anni dopo la guerra fu quella consistente nel fatto che ogni nuovo modello presentato in sostituzione del precedente andasse ad occupare una posizione leggermente più alta nella gamma, mentre il modello fino a quel momento in listino restasse ancora per alcuni anni in listino come versione economica. Così fu per la 203 sostituita dalla 404 e per quest'ultima, che sarebbe stata affiancata dalla 504. Questa politica, che evidenziava i suoi chiari limiti, ha finito con l'essere cancellata già dalla prima metà degli anni sessanta, quando era già in stadio avanzato il progetto per la 204, che avrebbe colmato le lacune lasciate nella parte bassa della gamma. D'altro canto, l'esigenza di una vettura di fascia alta si poneva dal momento che l'ultima a vantare una cilindrata sopra i due litri era stata la 402 d'anteguerra. Pertanto, visto il proliferare di modelli concorrenti in tale fascia di mercato (Citroën DS, BMW Neue Klasse, Mercedes-Benz W114, ecc.) anche la Peugeot decise di ributtarsi in tale fascia per colmare anche le lacune nella fascia alta di mercato.

Il progetto E24, destinato alla realizzazione di questa nuova vettura fu avviato nel 1970: come partner per la realizzazione del disegno della carrozzeria ci si avvalse ancora una volta di Pininfarina. Risale al 29 aprile del 1971 il primo abbozzo di prototipo, una tre volumi dalla linea ancora decisamente grezza con cerchi in lamiera mutuati dalla 504 berlina e gruppi ottici anteriori ripresi pari pari dalle 504 coupé e cabriolet. Il cofano anteriore era piatto e dotato di due nervature longitudinali. Un passo più decisivo è stato compiuto nel luglio dello stesso anno, quando il prototipo venne ridisegnato in più punti, a partire dal frontale, i cui gruppi ottici erano più simili a quelli definitivi, così come la griglia centrale, che si discosterà da quella definitiva solo per pochissimi particolari appena percettibili. Fu mantenuto anche il cofano a doppia nervatura. Molto simili a quelli definitivi erano anche i gruppi ottici posteriori e la coda in generale, fatta eccezione per alcuni particolari, come l'assenza di maniglia e logo, che tra l'altro mancavano anche nel frontale. Inoltre, i paraurti furono ridisegnati e resi più robusti e massicci, poiché quelli del prototipo precedente erano ritenuti troppo esili privi di quel tono che si dovrebbe addire ad una ammiraglia. Per quanto riguardava gli interni, il compito di disegnarli fu affidato a Paul Bracq, che nel 1974 propose già alcune soluzioni simili a quelle definitive, come quelle relative alla plancia, soluzioni che andarono a sostituirsi ad altre proposte risalenti al 1972, ma giudicate troppo poco in tono con il livello della vettura.

Nel 1973 alcuni prototipi vennero sottoposti ai primi crash-test, e qui arrivarono le prime note dolenti, poiché non si sarebbe riuscito per lungo tempo a trovare un livello di sicurezza che potesse soddisfare sia i vertici Peugeot, sia i più elementari requisiti di sicurezza. I motori utilizzati per spingere questi prototipi nei crash-test non erano quelli definitivi, ma già da un paio d'anni era stata firmata la cooperazione tra Peugeot, Renault e Volvo per realizzare un V6 all'altezza della situazione, motore che sarebbe poi divenuto noto come motore PRV. Anche qui, la genesi del motore non fu facile poiché nonostante gli accordi restò alta la rivalità tra le due Case francesi e spesso si verificarono degli attriti. Tra le altre idee inizialmente proposte e successivamente scartate vi fu anche quella delle sospensioni idropneumatiche, bocciata in seguito per non entrare in causa con la Citroën che ne deteneva il brevetto. Addirittura si parlava inizialmente di un motore V8, poi scartato in favore del V6 per questioni di costi. Come si suol dire, "tra i due litiganti il terzo gode", e così fu la Volvo ad introdurre per prima il motore V6 PRV su uno dei suoi modelli, seguita a ruota da Peugeot e Renault. Per quanto riguarda queste ultime, quando la Renault seppe che la Peugeot intendeva presentare la 604 a Ginevra nel 1975 anziché alla fine dello stesso anno a Parigi come pattuito da entrambe le parti, rimase contrariata e si adoperò affinché alla kermesse ginevrina potesse presentare la sua ammiraglia, ossia la 30. Nel frattempo, per saggiare il gradimento del nuovo V6 presso il pubblico, Peugeot lo introdusse per la prima volta sulle 504 coupé e cabriolet nell'autunno del 1974.

### Debutto
In mezzo a tante ripicche, sotterfugi e tensioni, la 604 fu presentata a Ginevra, anche se in veste ancora non completamente definitiva. Oltretutto, non venne dato modo di aprire il cofano motore e di osservarne quindi il comparto meccanico. Le insolite decisioni di anticipare la presentazione della vettura di così tanti mesi e di non mostrarne la meccanica furono spiegate dai vertici Peugeot con la volontà pura e semplice di sciogliere ogni dubbio alla potenziale clientela, che pensava potesse trattarsi di un modello troppo simile alla 504 anche se più costoso. Durante la rassegna elvetica, la 604 recava sulla coda la scritta V6 GL, che però non sarebbe stata mantenuta nel modello definitivo. Pochi giorni dopo, il 21 marzo, avvenne l'omologazione della 604 con la sigla A31, che identificherà da lì in poi tutti i modelli della gamma. Un mese dopo, tra il 21 ed il 22 aprile, dalle linee di montaggio di Sochaux uscirono le prime 604 definitive. La produzione cominciò nel corso dell'estate, mentre la commercializzazione non fu avviata che nell'autunno seguente, nel solo allestimento SL. Il 5 ottobre, sempre del 1975, vi fu il Salone di Parigi, dove la 604 fu ripresentata, al pubblico, questa volta in veste veramente definitiva e con pochi particolari che la distinguevano da quella presentata a Ginevra, tra cui gli specchietti di nuova fattura. Al Salone era possibile anche sottoscrivere i primi ordini per la 604.

#### Design esterno ed interno

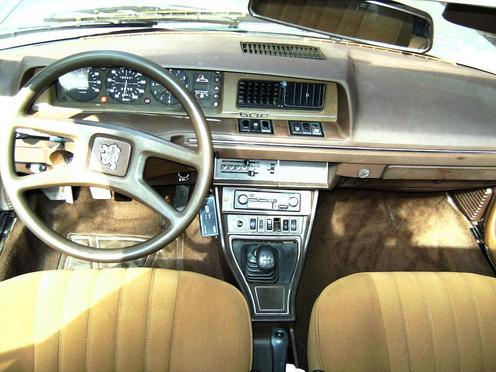
Il posto guida di una Peugeot 604

La linea della 604 era un esempio di semplicità, a tal punto da poter risultare persino scontata ed anonima, a differenza della coetanea Mercedes "S". La carrozzeria era quella classica di una grossa e massiccia berlina di lusso a tre volumi, in schietto stile anni settanta, tutta forme squadrate. Il frontale, ritenuto dalla stampa specializzata come la parte più personale della vettura, era caratterizzato dai fari rettangolari a sviluppo orizzontale, così come la coda: anche qui campeggiavano grossi fari rettangolari, sempre a sviluppo orizzontale. Furono mantenute alcune caratteristiche proposte già nei primi prototipi del 1971, come il cofano motore a doppia nervatura. La fiancata, semplice e senza elementi caratterizzanti, a parte la linea cromata longitudinale che la tagliava in due, rendeva piuttosto anonima la vettura anche da quel punto di vista. Qui si ritrovavano anche elementi un po' troppo datati nel disegno, come la linea del padiglione. Nel complesso non mancava tuttavia l'eleganza e una certa classe, anzi, va detto che in occasione dei due Saloni di Ginevra e Parigi non furono in pochi ad essere attrati dalle linee della 604, che trasmetteva una sensazione di robustezza ed affidabilità. Basti pensare che tra i più accaniti sostenitori della 604, fin dalla sua presentazione, vi fu nientemeno che l'allora presidente della Repubblica francese Valéry Giscard d'Estaing.

Il posto guida e la plancia erano in gran parte già quasi pronti fin dal 1972, ma nel 1974 fu il neoassunto Paul Bracq a dar loro un’impronta definitiva e meno spartana. Cambiava solo il cruscotto, con la nuova strumentazione circolare (tachimetro, contagiri ed orologio). Nel complesso si trattava di un insieme razionale e funzionale, benché decisamente convenzionale per il tipo di vettura e riscontrabile anche in vetture di segmento inferiore. Dove la stampa non si risparmiava in giudizi positivi era invece alla voce comfort, assai elevato grazie alla comodità ed alla morbidezza dei sedili, sedili che per la verità ricordavano quelli della meno impegnativa 504, ma che risultavano più che adatti alle caratteristiche della nuova ammiraglia. Ottimi giudizi anche per l'abitabilità interna, di gran livello sia per gli occupanti anteriori sia per quelli posteriori. Dove si tornava a peccare era invece a proposito della capienza del bagagliaio, buona ma penalizzata dalla presenza della ruota di scorta e del serbatoio carburante. Anche le finiture erano migliorabili, pur se di buon livello: il lungo digiuno di Peugeot nel settore delle auto di prestigio (l'ultima Peugeot di prestigio era stata la 601 di ben quarant'anni prima) aveva avuto i suoi effetti negativi.

#### Struttura e meccanica
La struttura della 604 era ovviamente di tipo monoscocca, con elementi in lamiera di acciaio che andavano a costituire un insieme di grande robustezza e solidità. I ripetuti crash-test diedero modo di ottenere anche una cellula abitativa caratterizzata da un alto (per l'epoca) indice di sicurezza passiva.

Lo schema tecnico della 604 era quello standard utilizzato sulla maggior parte delle grosse berline europee, vale a dire: motore anteriore e trazione posteriore. Il propulsore utilizzato era come già detto il V6 PRV a carburatori (un monocorpo ed un doppio corpo, entrambi della Solex), un motore da 2664 cm³ della potenza massima di 136 CV.

Il cambio utilizzato era manuale a 4 marce, ma a richiesta si poteva avere un cambio automatico General Motors a 3 rapporti. In ogni caso, l'albero di trasmissione era racchiuso all'interno di un tubo longitudinale che collegava la scatola cambio al differenziale.

Per quanto riguarda la meccanica telaistica, la 604 proponeva la soluzione a ruote indipendenti su entrambi gli assi: l'avantreno era di tipo MacPherson, mentre il retrotreno era a bracci obliqui. Sui due assi era inoltre prevista la barra stabilizzatrice e gli ammortizzatori idraulici telescopici. Gli interi gruppi sospensioni di avantreno e retrotreno erano fissati ad appositi telaietti separati. Il sistema frenante prevedeva freni a disco sui due assi (dischi anteriori autoventilanti) su doppio circuito frenante. Lo sterzo era a cremagliera con servocomando.

### Evoluzione

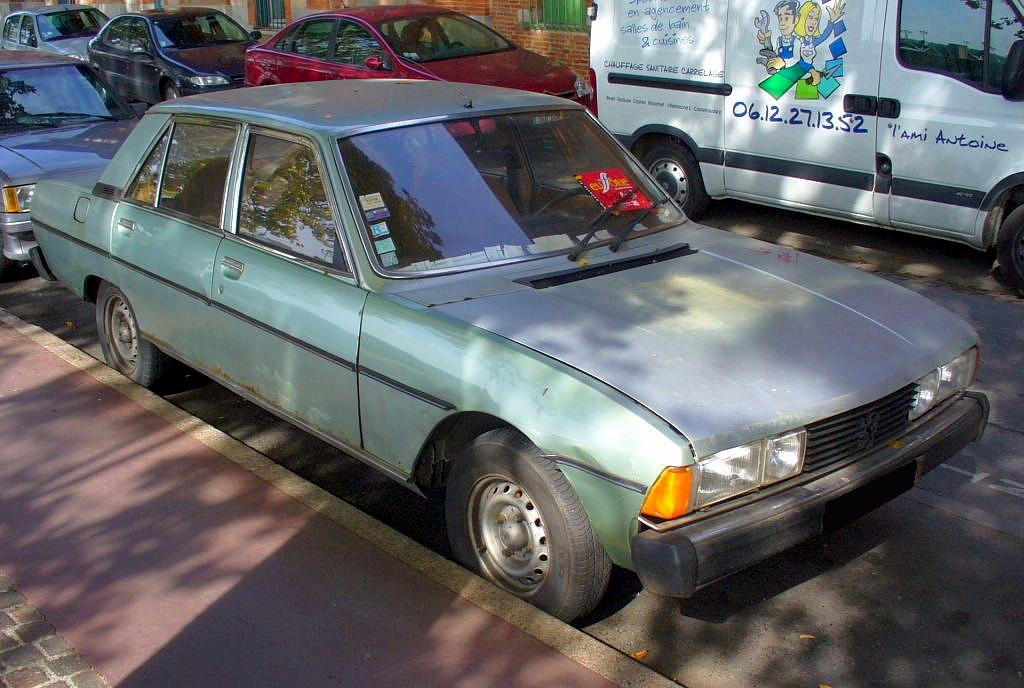
Una 604 D Turbo, prima vettura turbodiesel europea

Come già evidenziato, la 604 esordì in una sola motorizzazione ed in un solo livello di allestimento, denominato SL: tale situazione perdurerà anche per tutto il 1976 e per gran parte del 1977. Tra gli optional previsti per la SL vi erano il climatizzatore e la selleria in pelle. Nell'ottobre di quell'anno, al Salone di Parigi, fu infatti presentata la 604 TI, equipaggiata dal medesimo propulsore della 604 di base, ma con alimentazione ad iniezione Bosch K-Jetronic anziché a carburatori. La potenza massima passò da 136 a 144 CV. La 604 TI si distingueva dalla SL (che non sostituiva ma semplicemente affiancava) per pochi particolari, tra cui lo specchietto retrovisore esterno, di diverso disegno. La TI era comunque un gradino più in alto rispetto alla SL, rispetto alla quale proponeva una dotazione di serie più completa e annoverava, tra l'altro, la chiusura centralizzata e i vetri elettrici posteriori (optional sulla SL). Era equipaggiata inoltre con un cambio manuale a 5 marce anziché a quattro. Più o meno nello stesso periodo, per alcuni mercati esteri, escluso quello italiano, fu introdotta una variante depotanziata della 604 SL, denominata taux reduit per la quale la potenza massima scese da 136 a 122.3 CV. Per quanto riguardava gli aggiornamenti in generale, ve ne furono alcuni nell'abitacolo, dove il vecchio volante a tre razze lasciò il posto ad un nuovo a quattro razze. Furono rivisti anche i rivestimenti dei sedili anteriori. La 604 SL ricevette anche i retronebbia.

Nel 1979 debuttò la 604 D Turbo, prima vettura turbodiesel in Europa: il suo motore, un 2.3 sovralimentato da un turbocompressore Garrett Airsearch TO3, erogava una potenza massima di 80 CV a 4150 giri/min. Tra gli aggiornamenti alla gamma vanno ricordate le cinture di sicurezza posteriori ed un nuovo parabrezza denominato Securiflex R, di serie sulla TI ed optional sulla SL.

Nonostante l'impegno della casa, le vendite non decollarono: la vettura era stata progettata in maniera approssimativa, specie nelle finiture e nella linea e, come se non bastasse, gli stessi vertici Peugeot erano riluttanti ad apportare tutta una serie di modifiche necessarie ad innalzare decisamente il tono alla vettura. Inoltre la crisi petrolifera del 1979 imponeva nuovamente (dopo l'altra crisi del 1973) un ritorno ai bassi consumi ed alla coscienza ecologica, aspetti che un motore a benzina da 2.7 litri concepito nei primi anni settanta non poteva conciliare. Nella seconda metà del 1979 venne introdotto un nuovo livello di allestimento, denominato Grand Confort, disponibile per le due versioni più ricche della gamma (TI e D Turbo), che offriva di serie tutta una serie di accessori come il tetto apribile, la chiusura centralizzata, i vetri elettrici anteriori e posteriori, nonché il parabrezza Securiflex R. In particolare la versione D Turbo in allestimento Grand Confort montava di serie il cambio a 5 marce, che sulla D Turbo normale era invece a quattro, mentre la TI Grand Confort montava dei nuovi cerchi in lamiera Michelin TRX.

Le 604 del 1980 furono oggetto di un lieve aggiornamento e si riconoscevano per gli indicatori di direzione anteriori non più con plastiche bianche ma arancioni e per i profili laterali più spessi ed in plastica nera anziché cromati. Fu introdotta esclusivamente per le cariche politiche francesi una nuova versione, denominata 604 SR, pensata per essere meno assetata di carburante pur mantenendo una certa vivacità di prestazioni. La 604 SR montava il motore 2 litri XN6 della 505 prevista per gli USA, motore che in realtà arrivava ad erogare appena 96 CV di potenza massima, fattore che alla fine condizionò comunque in maniera negativa i consumi. Sul fronte dei diesel, la D Turbo divenne GRD Turbo e la D Turbo Grand Confort divenne SRD Turbo. 

Nel 1981 l'allestimento TI Grand Confort divenne STI, ma rimase a listino la TI normale:  la STI montò anche nuovi cerchi in lega leggera. Il cambio a 4 marce fu definitivamente abbandonato: la 604 SL, unica versione a montarlo fino a quel momento, divenne quindi a 5 marce.

Nei primi anni ottanta si assistette ad una caduta libera delle vendite della 604, soprattutto all'estero dove i dati furono a dir poco sconfortanti. Non solo non si riuscì a trovare una soluzione al grosso problema: al contrario e con scarsa preveggenza i vertici PSA lanciarono un altro modello simile alla 604, la Talbot Tagora, anch'esso destinato ad un clamoroso fiasco commerciale, visto che si trattava di un modello progettato ancor più approssimativamente. Quei pochi clienti che l'acquistarono andarono semplicemente a sottrarsi al potenziale acquisto di una 604, che fu cannibalizzata.

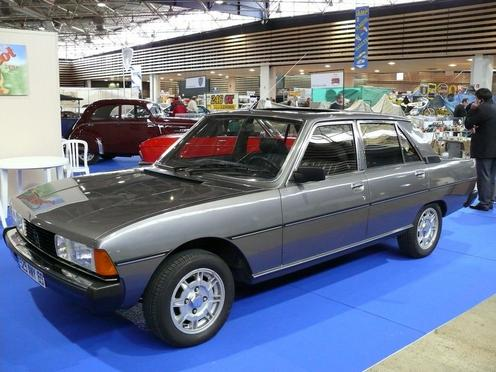
Una 604 GTI, con motore V6 PRV da 2.8 litri

Nel 1982, la 604 SL fu tolta dai listini francesi, ma continuò ad essere prodotta per altri mercati stranieri, tra i quali non figurava quello italiano. Le versioni TI e GRD Turbo videro sparire il cambio automatico dalla propria lista optional mentre i cerchi in lega leggera apparvero anche sulla SRD Turbo.

Nel 1983, la gamma fu praticamente dimezzata: sparirono infatti le versioni TI e GRD Turbo, lasciando campo libero unicamente alle versioni STI ed SRD Turbo. Quest'ultima fu la versione che riuscì ad ottenere un successo leggermente superiore, anche se di certo si sarebbe rimasti ancora lontani dai numeri di vendita sperati. Al quartier generale di Sochaux nessuno ormai credeva più nella 604 e cominciarono i lavori per la sua erede. Nella seconda metà dello stesso anno, le due versioni rimaste a listino vennero sostituite da due nuove, la GTI e la GTD Turbo. La prima era equipaggiata da una evoluzione del V6 PRV ad iniezione, la cui cilindrata venne portata a 2849 cm³ e a 155 CV di potenza massima. Le sue prestazioni, più brillanti, vennero accolte più favorevolmente, ma si criticò anche la decisione della Casa francese di arrivare a questa soluzione con quasi dieci anni di ritardo. Quanto alla GTD Turbo, anch'essa montava un'evoluzione del precedente motore XD, in questo caso portato da 2304 a 2498 cm³, con una potenza massima di 95 CV. Le due versioni furono il canto del cigno della 604: nell'estate del 1985 fu tolta di produzione la SL destinata ai mercati esteri, mentre nel mese di novembre terminò la produzione degli altri modelli, la GTI e la GTD Turbo. Questi ultimi rimasero a listino fino a metà dell'anno successivo.

La 604 trovò una sua erede solo nel 1989, con l'arrivo della 605.

#### Tabella riepilogativa
Di seguito vengono mostrate le varie versioni previste per la gamma 604 nell'arco della sua produzione. I prezzi riportati sono in franchi e si riferiscono al momento del debutto nel mercato francese.
| Modello                                                                                                   | Sigla              | Motore             | Cilindrata cm³     | Potenza CV/rpm     | Coppia Nm/rpm      | Cambio/ N°rapporti | Massa a vuoto (kg) | Velocità max       | Acceler. 0–100 km/h | Consumo (l/100 km) | Anni di produzione | Prezzo al debutto  |
| Versioni a benzina                                                                                        | Versioni a benzina | Versioni a benzina | Versioni a benzina | Versioni a benzina | Versioni a benzina | Versioni a benzina | Versioni a benzina | Versioni a benzina | Versioni a benzina  | Versioni a benzina | Versioni a benzina | Versioni a benzina |
| --- | ------------------ | ------------------ | ------------------ | ------------------ | ------------------ | ------------------ | ------------------ | ------------------ | ------------------- | ------------------ | ------------------ | ------------------ |
| 604 SL | A31                | ZM                 | 2664               | 136/5750           | 207/3500           | M/4                | 1.390              | 182                | 10"3                | 9.8                | 1975-81            | 46.000             |
| 604 SL | A37                | ZMS                | 2664               | 136/5750           | 207/3500           | M/5                | 1.390              | 182                | 10"2                | -                  | 1981-821           | 64.500             |
| 604 TI | A32                | ZMJ                | 2664               | 144/5500           | 217/3000           | M/5                | 1.400              | 193                | 9"9                 | 10.9               | 1977-82            | 52.500             |
| 604 STI                                                                                                   | A32                | ZMJ                | 2664               | 144/5500           | 217/3000           | M/5                | 1.400              | 193                | 9"9                 | 10.9               | 1981-84            | 81.500             |
| 604 GTI                                                                                                   | A66                | ZNJ                | 2849               | 155/5750           | 234/3000           | M/5                | 1.420              | 190                | 9"7                 | -                  | 1983-85            | 110.000            |
| Versioni diesel                                                                                           |                    |                    |                    |                    |                    |                    |                    |                    |                     |                    |                    |                    |
| 604 D Turbo/ GRD Turbo                                                                                    | A40                | XD2T               | 2304               | 80/4150            | 185/2000           | M/4                | 1.460              | 150                | 17"5                | 8.5                | 1979-833           | -                  |
| 604 D Turbo GC/ SRD Turbo                                                                                 | A46                | XD2T               | 2304               | 80/4150            | 185/2000           | M/5                | 1.460              | 157                | 17"2                | 8.5                | 1979-832           | 62.000             |
| 604 GTD Turbo                                                                                             | A55                | XD3T               | 2498               | 95/4150            | 206/2000           | M/5                | 1.465              | 165                | -                   | -                  | 1983-85            | 117.800            |
| 1Prodotta fino al 1985 in alcuni mercati esteri 2Cambio denominazione da D Turbo a GRD/SRD Turbo nel 1980 |                    |                    |                    |                    |                    |                    |                    |                    |                     |                    |                    |                    |

### Versioni export
Spesso, le 604 destinate ad alcuni mercati esteri, erano sottoposte a modifiche per ottemperare alle normative di sicurezza di ogni singolo Paese. Per esempio, le 604 destinate al mercato USA erano provviste di indicatori di direzione supplementari sia sui parafanghi anteriori sia su quelli posteriori, ed inoltre montavano fari sdoppiati e quadrati, nonché i tipici paraurti sporgenti con funzione di assorbimento dei piccoli urti. Anche nel mercato statunitense, però, la 604 ebbe uno scarso successo.

Le versioni destinate ai Paesi con guida a destra, come il Regno Unito, differivano invece solo per lo spostamento sul lato destro degli organi dello sterzo (piantone, scatola guida, volante, ecc.) e dei tergicristalli.

Altre modifiche particolare si avevano sulle 604 destinate al Giappone ed ai Paesi scandinavi: qui la grossa berlina vide il proprio frontale dotato di fari tondi sdoppiati. Nel mercato nipponico, la 604 venne importata dall'azienda Seibu, e fu in quegli anni l'unica Peugeot commercializzata nel Paese del Sol Levante.

### Versioni speciali

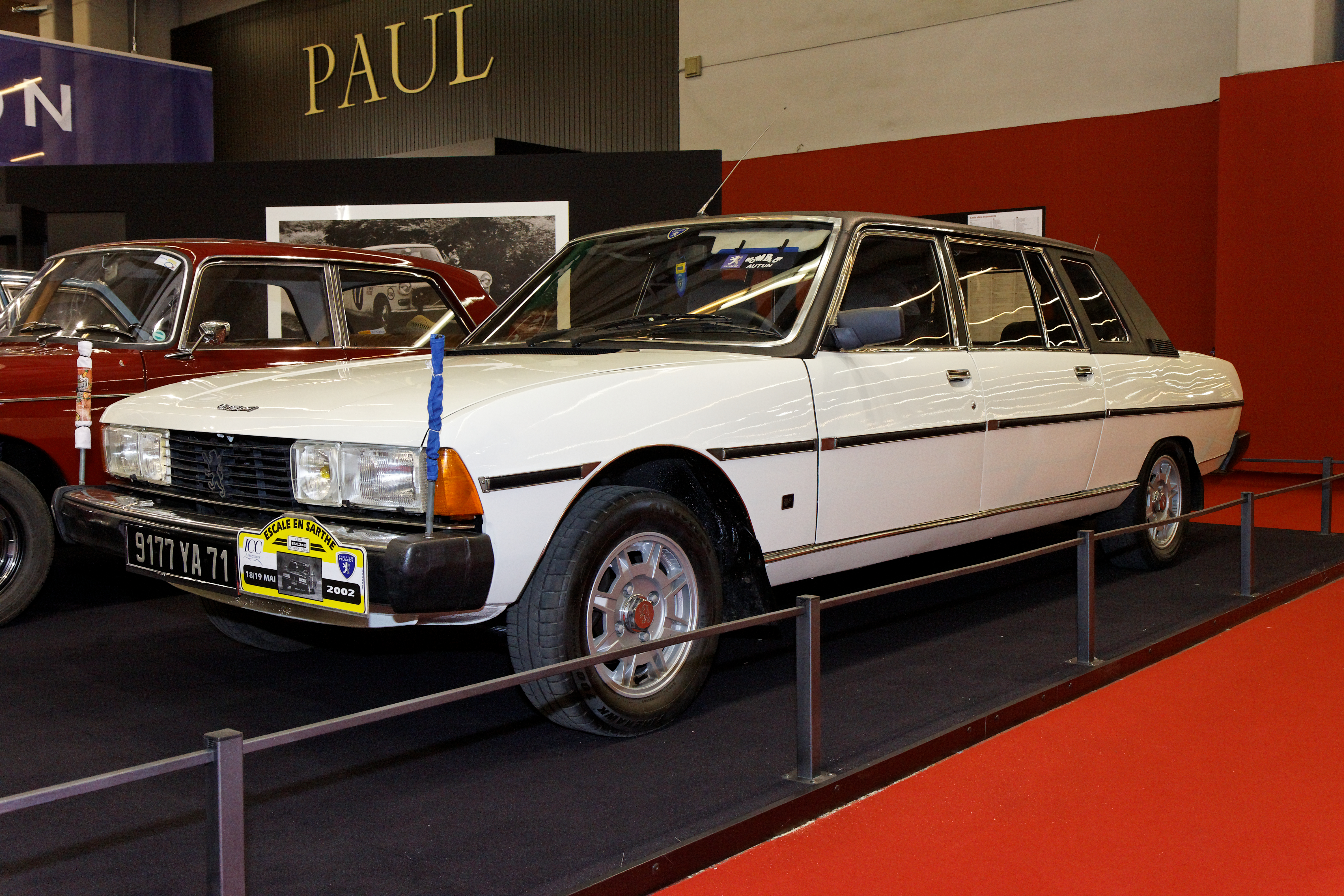
Una 604 Limousine Heuliez

La 604 è stata anche proposta in allestimenti speciali da parte di alcuni carrozzieri. Per esempio, la carrozzeria Chapron realizzò alcuni esemplari di 604 con equipaggiamenti e finiture di gran lusso. Tale versione era dotata di accessori come l'impianto stereo, il divisorio tra autista e passeggeri posteriori, l'interfono per comunicare dall'una all'altra zona dell'auto, ed un piccolo vano contenente bicchieri e bottiglie, retrovisori esterni elettrici, tergifari, e tavolini estraibili. La 604 Chapron venne scelta dai vertici Peugeot dopo aver valutato attentamente anche le proposte di altri due carrozzieri, Pourtout e Parat. Venne esposta al Salone di Parigi del 1975, in contemporanea con la presentazione della versione definitiva della 604 normale. La prima 604 Chapron fu ordinata pochi giorni dopo, il 3 novembre: ne verranno prodotte alcune decine, alcune delle quali con carrozzeria blindata ed una con carrozzeria landaulet a passo allungato.

Un'altra versione particolare della 604 fu quella carrozzata limousine da Heuliez: tale carrozziere cominciò ad effettuare i primi studi sulla possibilità di realizzare una 604 limousine già nel 1976. Due anni dopo arrivò il primo esemplare finito. In realtà, le 604 limousine Heuliez furono tre: una con passo maggiorato di 17 cm (versione VIP), l'altra con passo maggiorato di 25 cm (versione VIP 2) e la terza con interasse allungato di ben 62 cm. A queste tre versioni si aggiunse ben presto una quarta versione, denominata Diplomatique, in cui il passo aumentò di addirittura 98 cm! La limousine Heuliez era disponibile in tutte le motorizzazioni normalmente previste per la 604 di serie. La produzione della limousine Heuliez andò avanti fino ai primi anni ottanta: non si conosce con esattezza il numero totale delle limousine prodotte, ma è certo che non siano state meno di 125. La stima provvisoria parla di un quantitativo compreso tra i 140 ed i 160 esemplari.

Una limousine a passo extralungo fu realizzata in esemplare unico da Scaglietti: qui l'interasse venne allungato di ben 108 cm, 10 in più della più lunga tra le limousine di Heuliez. Per fare in modo che la vettura possa sopportare un simile allungamento del passo, la carrozzeria venne montata su un telaio costruito ad hoc, differente dal pianale della 604 ed analogamente a quanto si faceva con le limousine americane. L'allestimento interno prevedeva anche una panchetta longitudinale sul lato sinistro, un televisore, un bar, un fax ed un divisorio dall'autista. Fu utilizzata come auto dell'ambasciata svizzera in Italia.

Alcuni esemplari delle 604 di Chapron furono richieste anche con carrozzeria blindata: per quanto riguarda Chapron, alcuni esemplari furono carrozzati direttamente da Chapron stesso, mentre altri furono inviati a Labbé, un carrozziere specializzato in questo tipo di realizzazioni. Questo carrozziere realizzò delle vere e proprie corazzate a passo lungo, dotate di una fila centrale di sedili. Ma Labbé realizzò anche delle versioni blindate a partire dalla normale berlina, in più di un livello di blindatura e protezione. Anche altre piccole ditte si specializzarono in blindature e ne eseguirono alcune su base 604: tra queste vi furono anche l'italiana Fontauto.

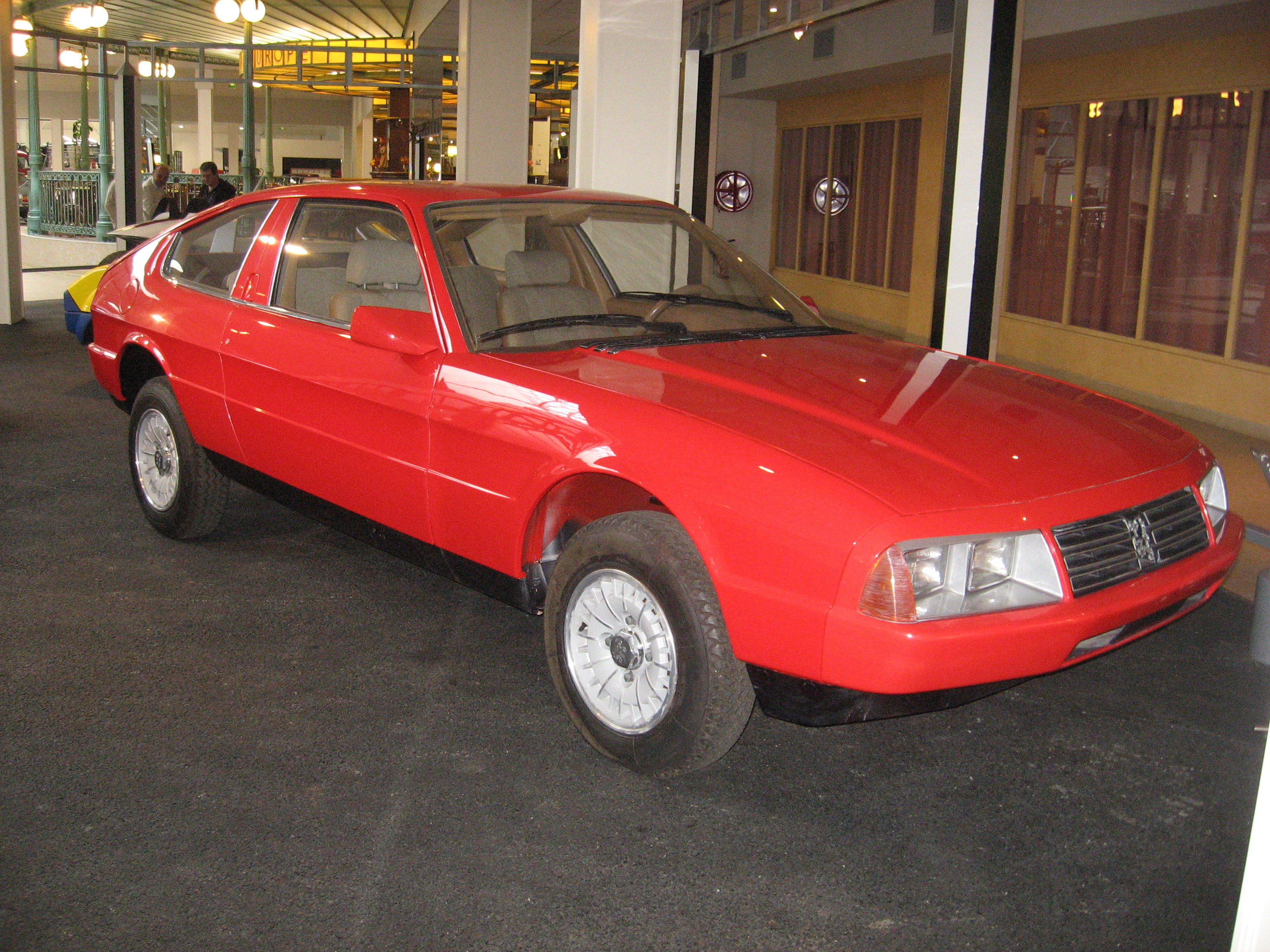
La Coupé E27, mai entrata in produzione

Non mancarono poi alcune 604 ricarrozzate come station wagon: diverse di queste furono utilizzate come carri funebri e vennero denominate 604 PFG, dove PFG è l'acronimo di Pompes Funèbres Generales. le 604 PFG furono realizzate dal carrozziere francese Barré. Per realizzare queste versioni, Barré di servì dei lamierati posteriori delle contemporanee Ford Granada, ed in effetti osservando queste 604 PFG è impossibile non notare la somiglianza tra i due modelli, peraltro concorrenti tra loro (vedi foto). Altre 604 Break furono realizzate dal carrozziere Parat, questa volta usufruendo dei lamierati della 504 Break, ma modificati in modo da poter ospitare i più grandi gruppi ottici posteriori della 604 di origine.

Anche lo stesso centro stile Peugeot si cimentò in alcune varianti su base 604: una era la versione cabriolet, prodotta in soli due esemplari-prototipo e mai portati alla produzione di serie. Un'altra, ben più difficile da riconoscere, era la versione coupé, indicata dalla sigla di progetto E27 e che si proponeva di stuzzicare il mercato americano con una coupé dalle prestazioni brillanti. Anche i motori erano inediti, poiché si trattava di un PRV V6 depotenziato a 120 CV oppure di un PRV con cilindrata ridotta a 2.2 litri, ma sovralimentato con un turbocompressore, così da raggiungere i 165 CV di potenza massima. Il progetto venne bocciato poco tempo dopo, perché ritenuto non idoneo agli obiettivi commerciali prefissati.